# Ganymed (hudební skupina)
Ganymed byla rakouská space disco/synthpop kapela, aktivní v letech 1977–1983. Kapelu tvoří Yvonne Dory, Gerry Edmond, Ernst Nekola, Gerhard Messinger a Daniele Prencipe.

## Diskografie

### Singly
- 1978 Saturn / Music Drives Me Crazy (7"
- 1978 Saturn / Music Drives Me Crazy (12" maxi)
- 1978 It Takes Me Higher / Hyperspace (7")
- 1978 It Takes Me Higher / Hyperspace (12" maxi)
- 1979 Dancing In A Disco / Stand By Your Love (7")
- 1979 Dancing In A Disco / Future World (12" maxi)
- 1980 Money Is Addiction (Of This Crazy World) / Stars of Love (7")
- 1980 Bring Your Love To Me / Life Can Be Some Better
- 1999 Music Takes Me Higher – The Ganymed Mixes (12" maxi)

### Alba
- 1978 Takes You Higher
- 1979 Future World
- 1980 Dimension No. 3.
- 1993 Takes You Higher (CD)
- 1993 Future World (CD)